# Лонгейр, Малкольм
Малкольм Сим Лонгэйр (англ. Malcolm Sim Longair, род. 18 мая 1941) — британский физик. С 1991 по 2008 год — Джексоновский профессор физики Кавендишской лаборатории в Кембриджском университете. С 2016 года — главный редактор журнала Biographical Memoirs of Fellows of the Royal Society.

## Биография
Родился в Данди (Шотландия) и получил среднее образование в Академии Моргана в Данди, после чего продолжил образование в Квинс-колледже Сент-Эндрюсского университета (в настоящее время — университет Данди). Затем Лонгейр стал студентом-исследователем в радиоастрономической группе Кавендишской лаборатории Кембриджского университета, где защитил докторскую диссертацию в 1967 году под руководством Мартина Райла.
С 1968 по 1969 год в рамках научного обмена стажировался в Физическом институте имени Лебедева Академии наук СССР, где работал с академиками В. Л. Гинзбургом и Я. Б. Зельдовичем.
Лонгейр с 1966 по 1968 годы получал стипендию Королевской комиссии по выставке 1851 года и был стипендиатом колледжа Клэр Холл (Кембридж) с 1967 по 1980 годы. Работал приглашённым профессором в Калифорнийском технологическом институте (1972), Институте перспективных исследований в Принстоне (1978), Гарвард-Смитсоновский центре астрофизики (1990) и Институте исследований космоса с помощью космического телескопа (1997). С 1980 по 1990 год Лонгейр занимал одновременно должности королевского астронома Шотландии, профессора астрономии Эдинбургского университета и директора Королевской обсерватории в Эдинбурге. Лонгейр является профессором и вице-президентом колледжа Клэр Холл в Кембридже, с 1991 по 1997 годы был также заместителем директора Кавендишской лаборатории, ответственным за преподавание физики, а с 1997 по 2005 год — директором Кавендишской лаборатории.
Основные научные интересы Лонгейра — в сфере астрофизики высоких энергий и космологии, он является автором восьми книг и многочисленных статей по этим проблемам. С 2017 года он является главным редактором журнала Королевского общества Biographical Memoirs of Fellows of the Royal Society и является автором или соавтором биографий Джона Э. Болдуина, Виталия Гинзбурга, Брайана Пиппарда, Джефри Бербиджа и Дэвида Маккея.
Хобби — музыка, горный туризм (восхождение на Мунро в 2011 году), искусство, архитектура и гольф.

## Награды и премии
- 1986 — награда Британской энциклопедии за распространение знаний
- 1990 — выступление по телевидению с серией рождественских лекций Королевского института[англ.] для молодежи на тему «Происхождение нашей вселенной»
- 1991—1992 — председатель секции физики Британской ассоциации развития науки.
- 1994 — научная премия 1994 года Общества Солтир — ежегодная премия Королевского банка Шотландии
- 1994 — председатель совета обсерватории Джемини, международного проекта по созданию 8-метровых телескопов в северном и южном полушариях
- 1995 — избран членом Австралийской академии наук и выступил с лекцией «Измерение фундмаентальных величин» во всех столицах штатов Австралии[15]
- 1995 г. — председатель Совета Института исследований космоса с помощью космического телескопа на 1995-96 годы
- 1996 — президент Королевского астрономического общества в 1996-98 годах
- 1999 — возведён в командоры ордена Британской империи «за заслуги в астрономии и космологии»[16]
- 2004 — избран членом Королевского общества[17].

## Публикации
На русском языке
- Лонгейр М. Астрофизика высоких энергий / Пер. с англ. — М.: Мир, 1984. — 400 с.